# ГЕС Нам-Хан 3
ГЕС Нам-Хан 3 — гідроелектростанція у північно-західній частині Лаосу. Знаходячись після ГЕС Нам-Хан 2, входить до складу каскаду на річці Нам-Хан, лівій притоці найбільшої річки Південно-Східної Азії Меконгу (впадає до Південнокитайського моря на узбережжі В'єтнаму).
У межах проєкту річку перекрили греблею з ущільненого котком бетону висотою 61 метр та довжиною 156 метрів. Вона утворила водосховище з об'ємом 224 млн м3 (зокрема корисний об'єм 48 млн м3), у якому припустиме коливання рівня поверхні в операційному режимі між позначками 343 та 349 метрів НРМ.
Пригреблевий машинний зал обладнали двома турбінами потужністю по 30 МВт, які при напорі у 39 метрів забезпечують виробництво 240 млн кВт·год електроенергії на рік.